# 2005 год в театре
2005 год в театре

## Персоналии

### Скончались
- 7 февраля — Роза Трофимовна Балашова, советская и российская актриса театра и кино, народная артистка России.
- 10 февраля
  - Игорь Вадимович Ледогоров, советский и российский актёр театра и кино, народный артист РСФСР.
  - Артур Миллер, американский драматург, обладатель Пулитцеровской премии
- 14 февраля — Валентин Тихонович Блинов, артист балета, хореограф и педагог-репетитор балетной труппы Латвийской Национальной оперы.
- 18 февраля — Зинаида Ивановна Броварская, советская и белорусская актриса театра и кино, народная артистка республики Беларусь.
- 8 марта — Лев Максович Милиндер, советский и российский актёр театра и кино, заслуженный артист России.
- 8 мая — Малгожата Лёрентович, польская актриса театра и кино.
- 15 мая — Наталья Гундарева — советская и российская актриса театра и кино.
- 9 июня — Инна Ивановна Ульянова — советская и российская актриса театра и кино.
- 29 июня — Анатолий Михайлович Сливников, советский и российский актёр театра и кино.
- 17 июля — Спартак Васильевич Мишулин — советский и российский актёр театра и кино, народный артист РСФСР.
- 7 августа — Валентин Юрьевич Никулин — советский и российский актёр театра и кино, народный артист РСФСР.
- 18 августа — Эльза Яновна Радзиня, советская актриса театра и кино, народная артистка СССР.
- 2 сентября — Владлен Егорович Бирюков, советский и российский актёр театра и кино, народный артист России.
- 4 декабря — Альфред Фараг, египетский драматург.
- 6 декабря — Александр Иванович Романцов, советский и российский актёр театра и кино, заслуженный артист России.
- 8 декабря — Георгий Степанович Жжёнов — советский и российский актёр театра и кино.